# Nemegtozaur
Nemegtozaur (Nemegtosaurus mongoliensis) – zauropod z grupy tytanozaurów, z rodziny nemegtozaurów (Nemegtosauridae).
Żył w epoce późnej kredy na terenach Azji. Długość ciała ok. 7 m. Jego szczątki znalazł w Chinach i Mongolii polski paleontolog Aleksander Nowiński.